# Kolenwasserij Beringen
De Kolenwasserij en kolenzeverij van Beringen is een onderdeel van de mijnsite van steenkoolmijn van Beringen. Het is sinds 1994 door de Vlaamse regering beschermd als mijnmonument en maakt deel uit van het Vlaams Mijnmuseum, dat zich profileert als een ankerpunt van het ERIH (European Route of Industrial Heritage) binnen het Kempische mijnpatrimonium. Dit gebouw is de grootste en een van de laatste getuigen van de Belgische bovengrondse mijnbouwactiviteit.

## Functionaliteit
Nadat de Kempische kolen waren gedolven moesten ze, voordat ze verkocht werden, gescheiden worden van het steenpuin. Dit was de belangrijkste bovengrondse activiteit van de mijn. In Beringen gebeurde dit proces in de bovengrondse installaties van de kolenwasserij en kolenzeverij.
In 1923 startte men met de bouw van de kolenwasserij en zij werd in september 1924, twee jaar na de start van de mijn zelf, in dienst genomen. Sindsdien werd de wasserij verschillende malen uitgebreid, waardoor ze uiteindelijk een dagcapaciteit had van 7.500 ton, Dat is 20 keer meer dan die van de wasserij van de Luikse mijn van Blegny-Trembleur.

## Herbestemming
Toen de mijn in 1989 sloot werd ook dit gebouw met de sloop bedreigd. De redenen hiervoor zijn dat een kolenwasserij veel plaats in beslag neemt, veel herbruikbare metalen bevat en dat het bovendien moeilijk is om er een juiste herbestemming voor te vinden. Hierdoor bestaan er nog maar enkele goed bewaarde kolenwasserijen in West-Europa.
Uiteindelijk kreeg de kolenwasserij van Beringen dan toch een herbestemming als mijnmonument binnen de uitbouw van het Vlaams mijnmuseum. In 1994 werd zij door Vlaams minister Johan Sauwens als dusdanig beschermd. In augustus 2010 reikte de Vlaamse regering 1,38 miljoen euro aan subsidies uit voor de restauratie van de wasserij. Zij is een van de troeven van het Kempische Steenkoolbekken in het netwerk van het ERIH.
In het voorjaar van 2013 wilde de eigenaar de kolenwasserij laten afbreken. Onder internationaal protest van erfgoedverenigingen besliste het kabinet van Geert Bourgeois in juli van dat jaar niet enkel over het behoud, maar zelfs over de restauratie van deze kolenwasserij, hiervoor wordt 15,9 miljoen euro vrijgemaakt. Enkel de kolenwasserij 1 en de kolenzeverij zouden mogen gesloopt worden. Daarvoor zou de bescherming van het complex moeten opgeheven of minstens aangepast worden, hetgeen niet gebeurde. In een brief van 22 juli 2013 aan de Werkgroep Monumentenzorg Beringen schreef Minister Bourgeois dat hij “Na een doordachte overweging van alle elementen in dit bijzonder complexe dossier (besliste) niet in te gaan op de vraag tot declassering van de kolenwasserijen".
In de zomer van 2017 werd een sloopvergunning aangevraagd voor kolenwasserij 1 met vermelding dat nadien ook kolenwasserij 3 zou gesloopt worden. Deze werd door de stad Beringen geweigerd, maar in beroep toegekend door de Provincie Limburg. Door verschillende organisaties werd daartegen een procedure ingespannen bij de Raad van Vergunningsbetwistingen, die - omwille van het feit dat de kolenwasserij een beschermd monument is, de slopingsvergunning bij hoogdringendheid verwierp. Daarom werd voorzien om de bescherming op te heffen, een voorstel waarover de Vlaamse Commissie Onroerend Erfgoed in september 2018 een gemotiveerd negatief advies afleverde. Toch startte minister Bourgeois op 20 december 2018 de procedure tot wijziging en gedeeltelijke opheffing van de bescherming. Daartegen wordt van tal van kanten - ook vanuit het buitenland - geprotesteerd

## Internationale waarde
Doordat vele wasserijen voor de sloophamer gingen, profileert de mijnsite van Beringen zich, samen met mijnsites van het Zollverein (Essen) uit het Ruhrgebied en Blegny in Wallonië, als een van de zeldzame mijnsites met een bewaarde kolenwasserij binnen het ERIH. De sites van Blegny en Zollverein behoren reeds tot het UNESCO-werelderfgoed. Na haar restauratie zal de wasserij van Beringen hoogstwaarschijnlijk geïntegreerd worden binnen het Vlaams Mijnmuseum.
De bouwstijl van deze Kolenwasserij is monolithisch. Het is een tien verdiepingen tellend gebouw, opgetrokken in metaalvakwerk, de gevels bestaan uit twee traveeën in glaswerk afgewisseld door één travee in baksteenmetselwerk. Het is gebouwd op een staketsel waaronder treinsporen lopen voor het laden van de kolen.

## Populaire cultuur
Het thema van de kolenwasserij van Beringen werd reeds opgepikt door twee internationaal gerenommeerde fotografen:
- Danny Veys, COALFACE gallery, ‘Triage de Beeringen’, 12 juni - 3 september 2008.[10]
- Jonny Vekemans, Japan (Iwamizawa Coal Mine Heritage Management Center) ‘Het licht is uit‘ , 16 juni - 29 juli 2013.[11]